# Giuseppe Gabriel Balsamo-Crivelli
Giuseppe Gabriel Balsamo-Crivelli (1 de septiembre de 1800, Milán - 15 de noviembre de 1874, Pavía) fue un naturalista, y mineralista italiano.
En 1851, es profesor de Mineralogía y de Zoología en la Universidad de Pavía, y profesor de anatomía comparada en 1863.
Se interesó en varios dominios de la historia natural, identificando el hongo responsable de la enfermedad blanca del gusano de seda (Bombyx mori): Beauveria bassiana.

## Algunas publicaciones
- 1833, Synopsis muscorum in agro mediolanensi huc usque lectorum, scritto con Giuseppe De Notaris, Rusconi, Milán
- 1834, Prodromus bryologiae mediolanensis, scritto con Giuseppe De Notaris, Rusconi, Milán (online)
- 1835, Sovra la nuova specie di Mucedinea del genere botrytis, che si svolge sovra i bachi da seta e le crisalidi morte da calcino; indagini riguardo alla sua origine, e descrizione d'una nuova specie del genere Mucor, Gior. Sc. Lett. ed arti LXXIX: 1-5 (online)
- 1839, Nota sul Rinoceronte fossile esistente nell'I.R. Gabinetto de' minerali e fossili nel locale di santa Teresa in Milano. Descrizione di alcuni denti di Rinoceronte e d'una nuova specie d'Iuglandite trovati nella lignite di Leffe, e Cenni sovra alcuni altri fossili riscontrati nel calcareo nero sopra Varenna e presso Bellagio, Gior. Sc. Lett. ed arti XCV ( II): 287-292 (online)
- 1839, Descrizione d'un nuovo rettile fossile della famiglia dei Paleosauri e di due pesci fossili trovati sopra Varenna, Il Politecnico I ( 5): 321-431
- 1840, Storia dei principali lavori fisiologici sulle Chare, e tentativo d'una sinonimia delle specie italiane di questo genere, Tip. Bernardoni, Milán 1840
- 1842, Memoria per servire all'illustrazione dei grandi mammiferi fossili esistenti nell'I.R. Gabinetto di S. Teresa in Milano, e cenno sovra due mammiferi fossili trovati nella lignite di Leffe nella provincia di Bergamo, Gior. Ist. Lomb. Sc. Lett. ed arti III ( I): 312-318 (online)
- 1843, Storia del genere Gordius e d'un nuovo elminto Autoplectus Protognostus detto volgarmente Gringo o Filo dai contadini lombardi, s.e., Milán
- 1847, Prospetto elementare di una descrizione geologica dell'Italia, Vallardi, Milán (online)
- 1853, Rimedio per guarire le uve e le viti dalla dominante crittogama, Soc. Ed. Annali Universali, Milán
- 1858, Di un nuovo crostaceo della famiglia dei branchiopodi fillopodi riscontrato nella provincia di Pavia, e considerazioni sovra i generi affini, Mem. Ist. di sc. lett. ed arti 3 ( 3): 10.
- 1862, Di alcune specie di miriapodi del genere julus e di alcune loro particolarità, Tip. Bernardoni, Milán
- 1863, Di alcuni Spongiari del Golfo di Napoli, Atti Soc. Ital. Sci. Nat. 5: 284-302
- 1867, Di alcuni organi osservati in una spugna, Rendiconti R. Istituto Lombardo 3 ( 10): 4
- 1868, Sopra gl'insetti che devastano i campi della bassa Lombardia, steso con Antonio Villa e Emilio Cornalia, Rend. del R. Istituto Lombardo II, I ( 12): 9

- La abreviatura «Bals.-Criv.» se emplea para indicar a Giuseppe Gabriel Balsamo-Crivelli como autoridad en la descripción y clasificación científica de los vegetales.[1]

## Abreviatura (zoología)
La abreviatura Balsamo-Crivelli  se emplea para indicar a Giuseppe Gabriel Balsamo-Crivelli como autoridad en la descripción y taxonomía en zoología.